# Royal Canal

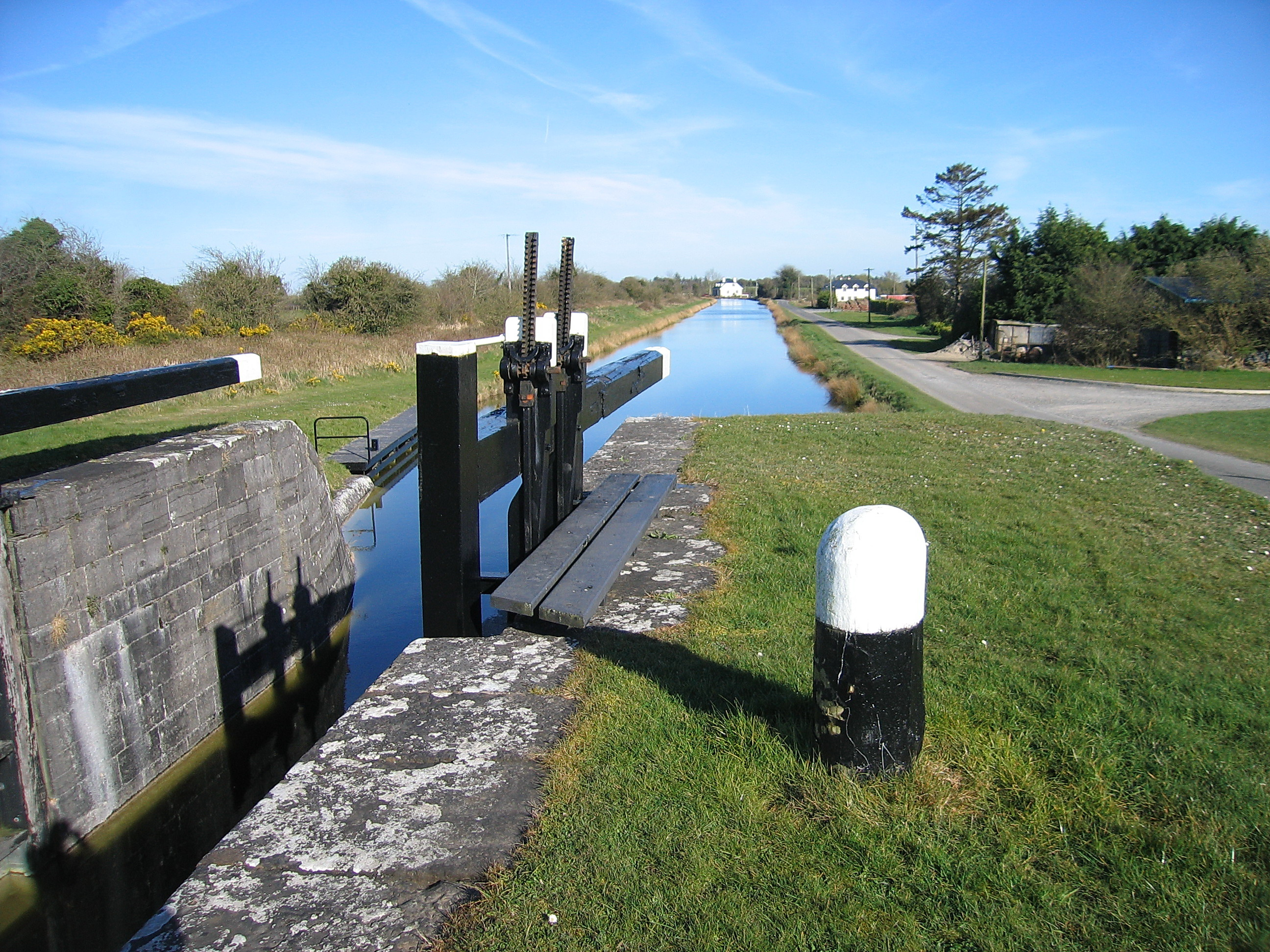
Der Royal Canal im County Westmeath nördlich von Kinnegad

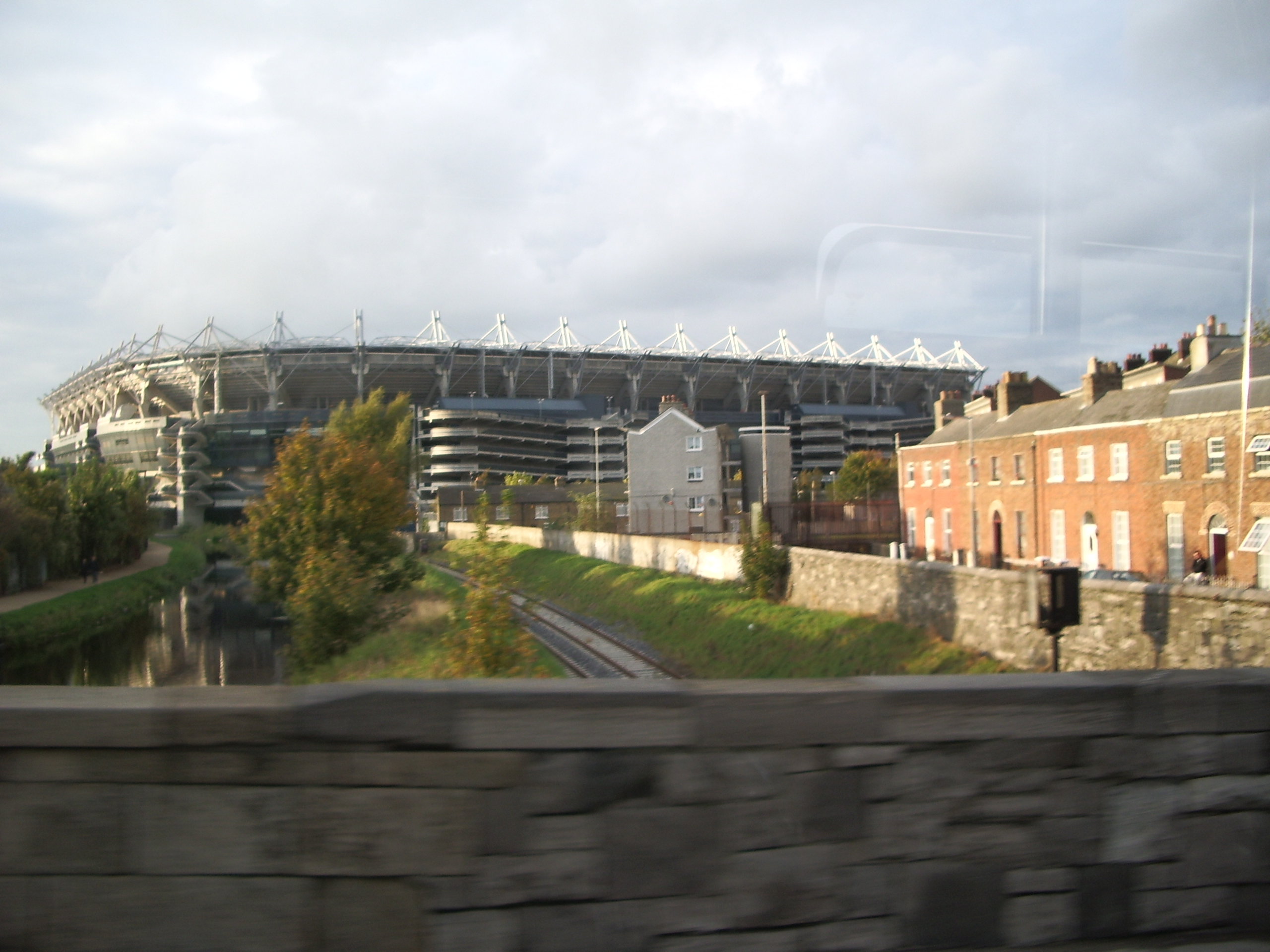
Der Royal Canal in der Nähe des Croke Park-Stadions im Norden von Dublin

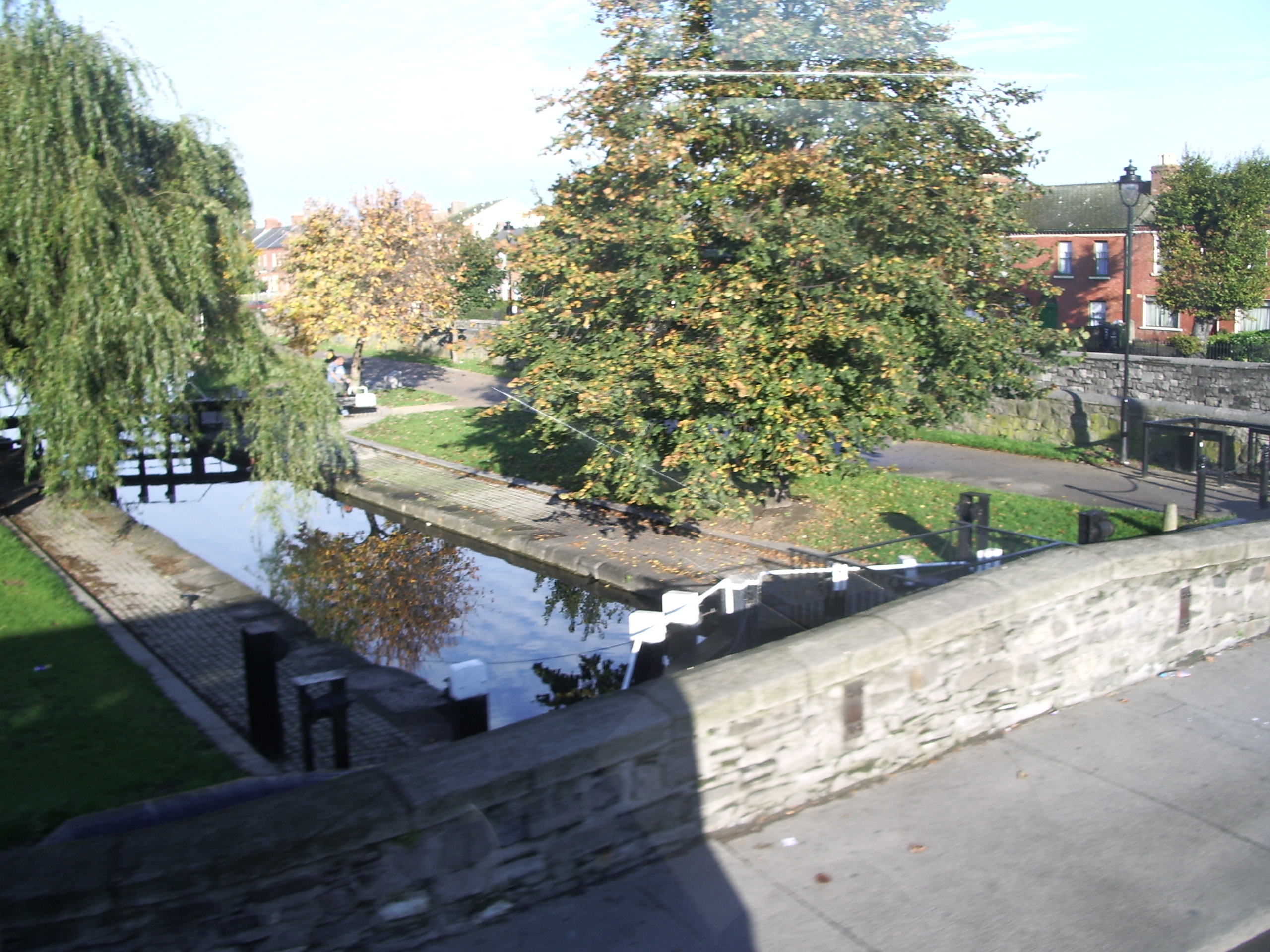
Der Royal Canal im Norden von Dublin

Der Royal Canal (irisch An Chanáil Ríoga) ist ein Kanalsystem in Irland. Der Royal  Canal ist ca. 146 km lang, besitzt insgesamt 47 Schleusen und zieht sich von Dublin bis zum Fluss Shannon, auf welchen er nördlich des Sees Lough Ree trifft.

## Geschichte
Der Royal Canal wurde zusammen mit dem südlicher gelegenen Grand Canal Ende des 18. Jahrhunderts gebaut. Die Bauarbeiten begannen 1790. Der Kostenaufwand für die Errichtung des Kanals betrug knapp 1,5 Millionen Pfund Sterling. 1817 passierte das erste Frachtschiff den Kanal auf der Gesamtstrecke. Nebst dem Hauptkanal wurden mehrere Stichkanäle zu verschiedenen Städten gebaut.
Die Entwicklung der Eisenbahn ab 1852 und später auch des Straßennetzes führten zum Bedeutungsverlust des Kanals. Die Great Southern Railways kauften den Kanal in den 1920er-Jahren und ließen ihn konsequent verfallen. 1961 wurde der Kanal für die Berufsschifffahrt geschlossen. Danach zerfiel der Kanal und wurde auch als Müllkippe benutzt. Es bestanden Pläne, den Royal Canal und den Grand Canal zuzuschütten und eine Stadtautobahn darauf zu errichten. Einer im Jahre 1974 gegründeten Bürgerinitiative ist es zu verdanken, dass diese Pläne verhindert werden konnten. Im Jahre 1986 ging der Kanal an die staatliche Waterways Ireland Gesellschaft über, welche ihn wieder in Stand setzte und seitdem bewirtschaftet.

## Touristische Nutzung
Der Kanal hat heute keine industriewirtschaftliche Bedeutung mehr. Nach über 50 Jahren Stillstand wird der Kanal für Hausbootfahrten wieder genutzt. 
Der Fernwanderweg Royal Canal Way führt auf den wieder instandgesetzten Treidelpfaden am Ufer entlang nach Mullingar.  Der Weg durch Dublin führt jedoch durch heruntergekommene Gegenden. Der Kanal führt direkt am Croke Park, dem größten Sportstadion Irlands, vorbei.